# Ostseestadion

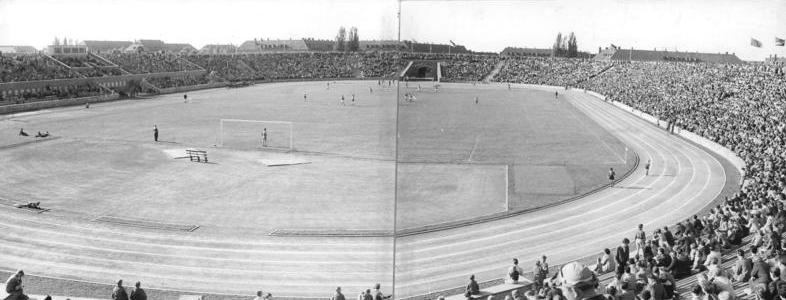
Das Ostseestadion im Jahr 1957.

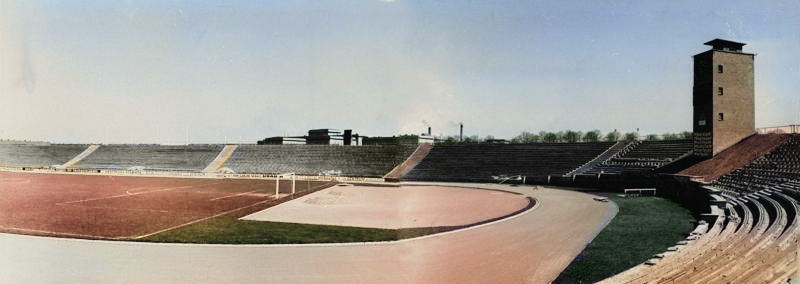
Stadionturm auf der Südseite des alten Ostseestadions.

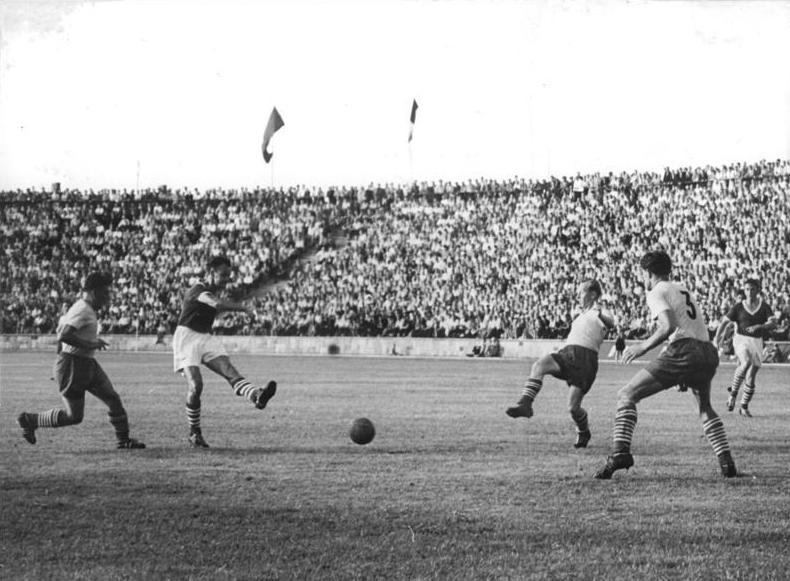
Fußballspiel zwischen dem SC Empor Rostock und dem SC Dynamo Berlin im alten Ostseestadion am 6. Juli 1957.

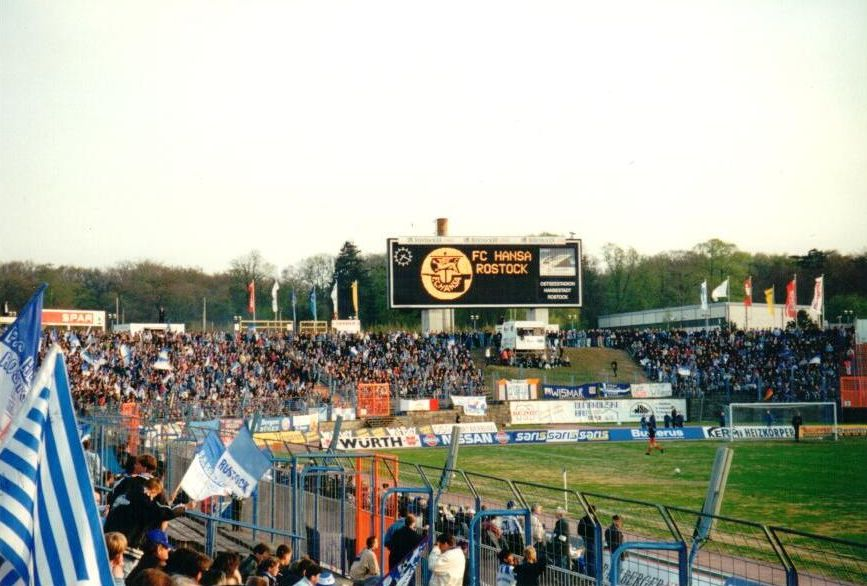
Das Ostseestadion 1996 mit Blick auf die Anzeigetafel kurz vor Spielbeginn am 30. April gegen den SC Freiburg.

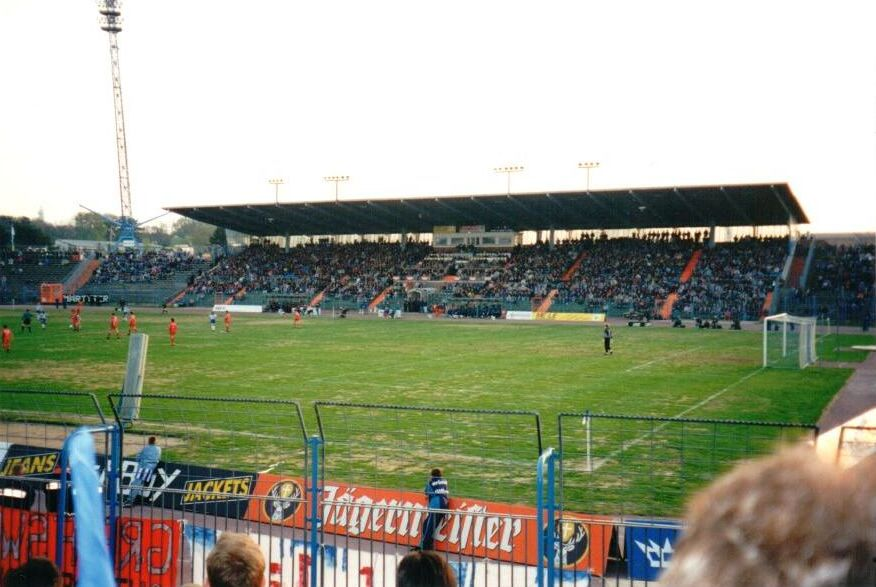
Ostseestadion mit Blick auf die Haupttribüne beim Spiel von Hansa Rostock gegen den SC Freiburg am 30. April 1996.

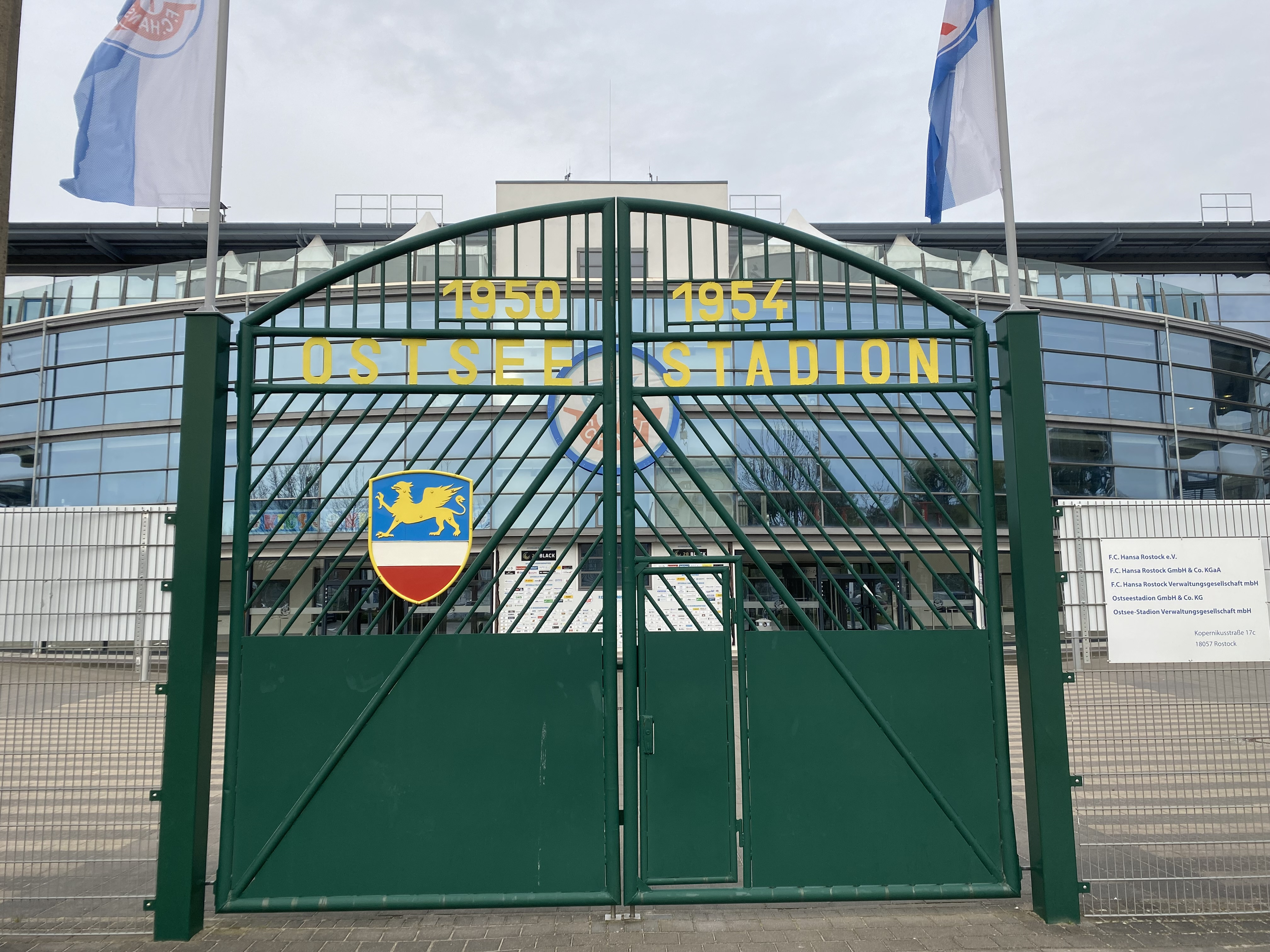
Das Marathontor am Ostseestadion (2023). Bis 2000 existierte dieses triumphbogenhafte Tor im Steinportal auf der Nordseite des alten Ovals.

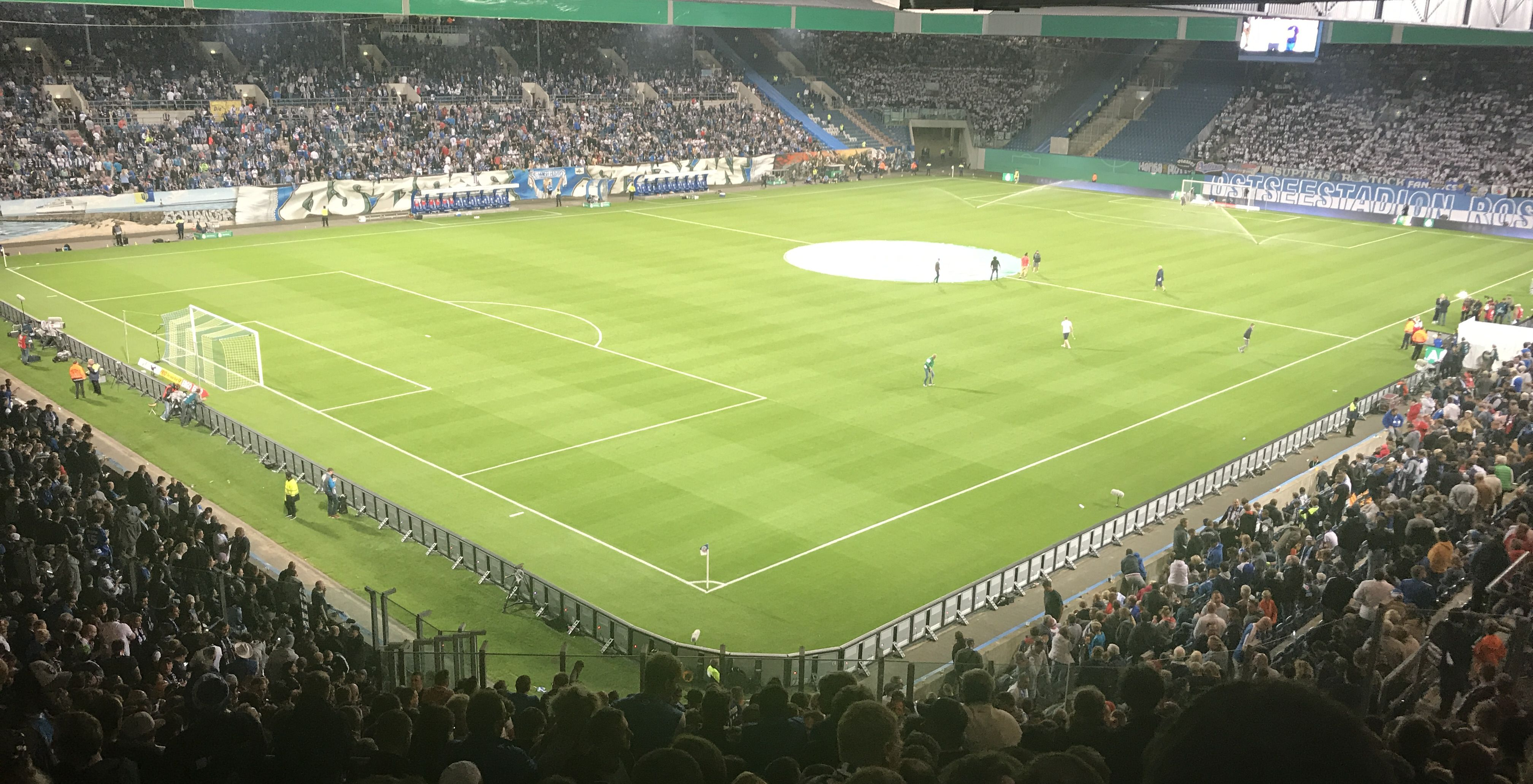
Ostseestadion Rostock 2017. Zu sehen auch die alte Multifunktionsanzeigetafel auf der Südseite der Fußballarena. Sie zeigte Bilder im 4:3-Format an und wurde im März 2019 demontiert.

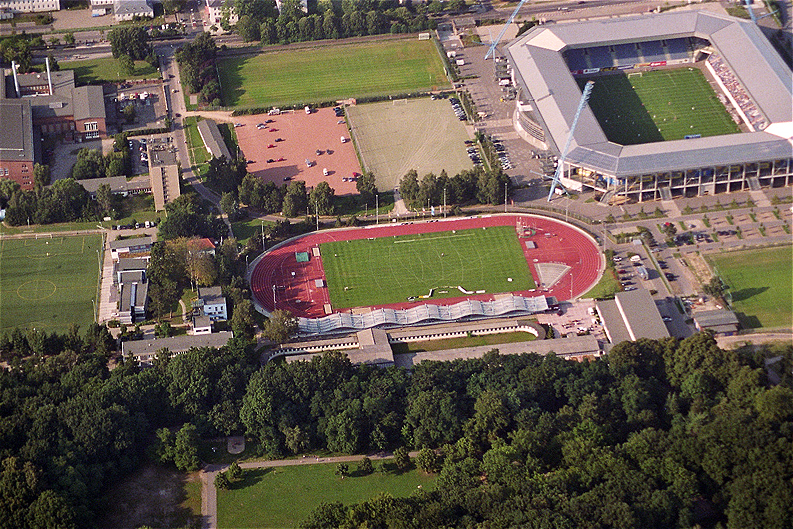
Luftblick auf das Ostseestadion und das Leichtathletikstadion.

Ehemaliges Arena-Logo vom Sponsor DKB.

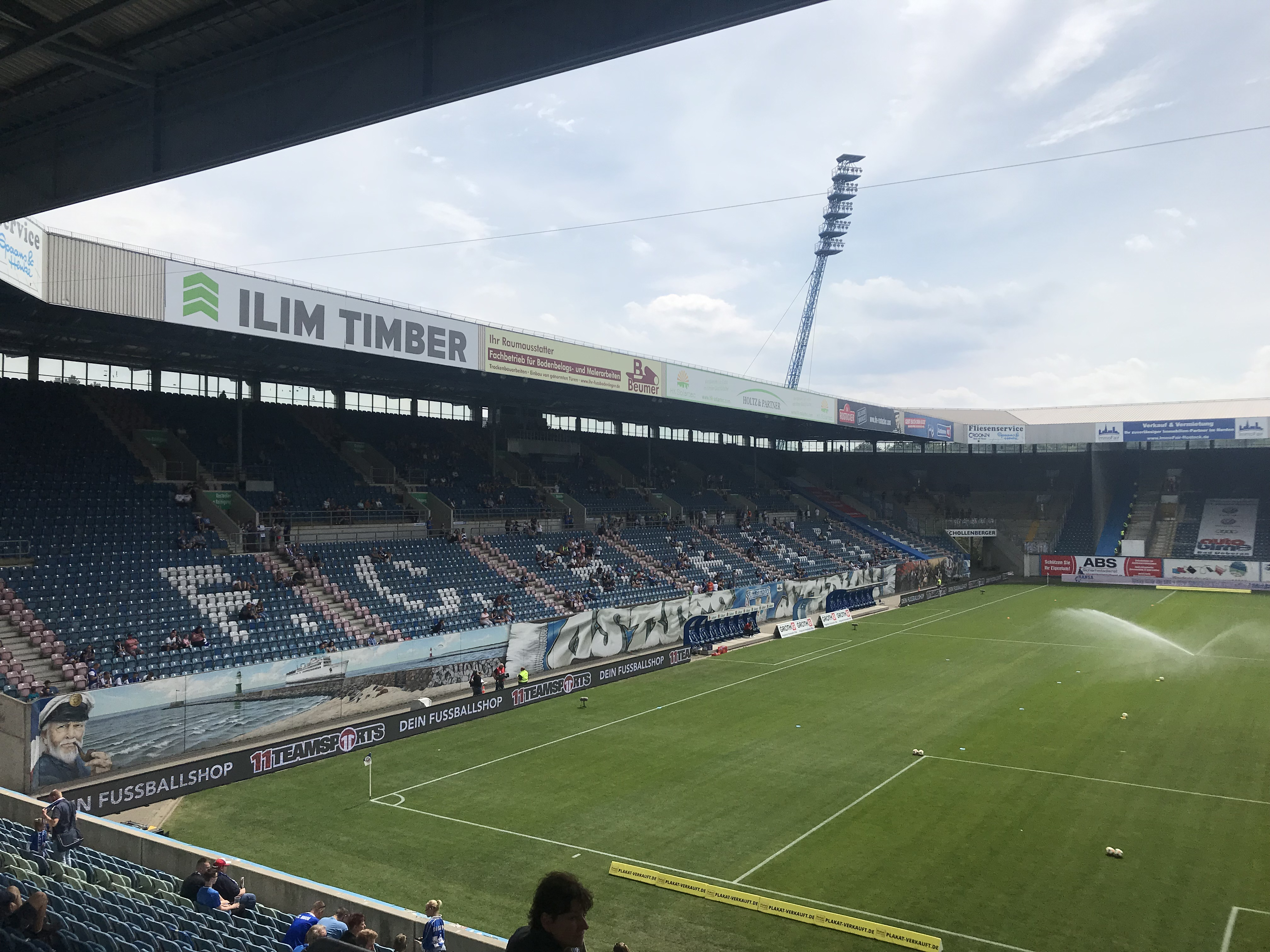
Osttribüne des Ostseestadions 2019.

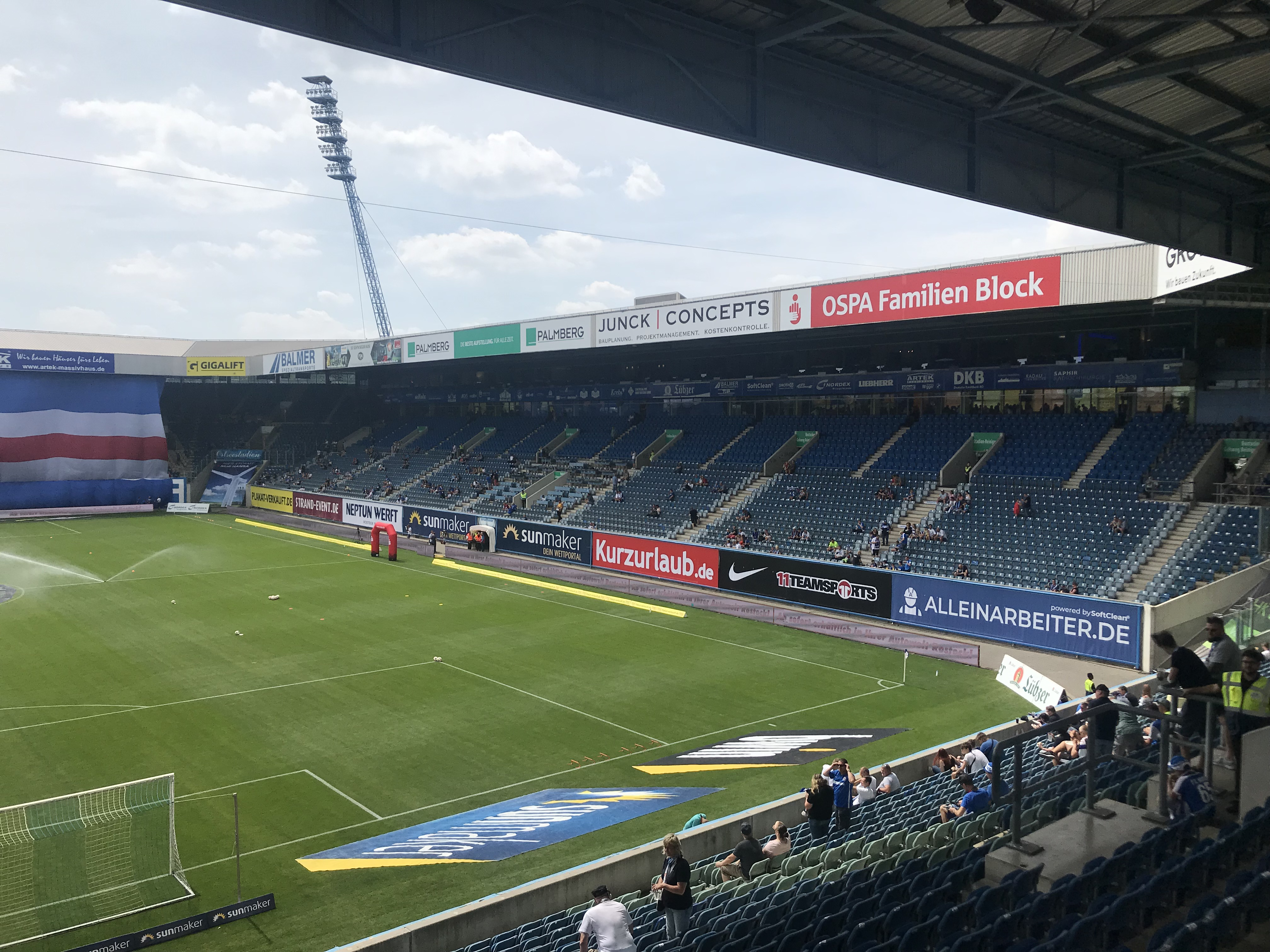
Westtribüne des Ostseestadions 2019.

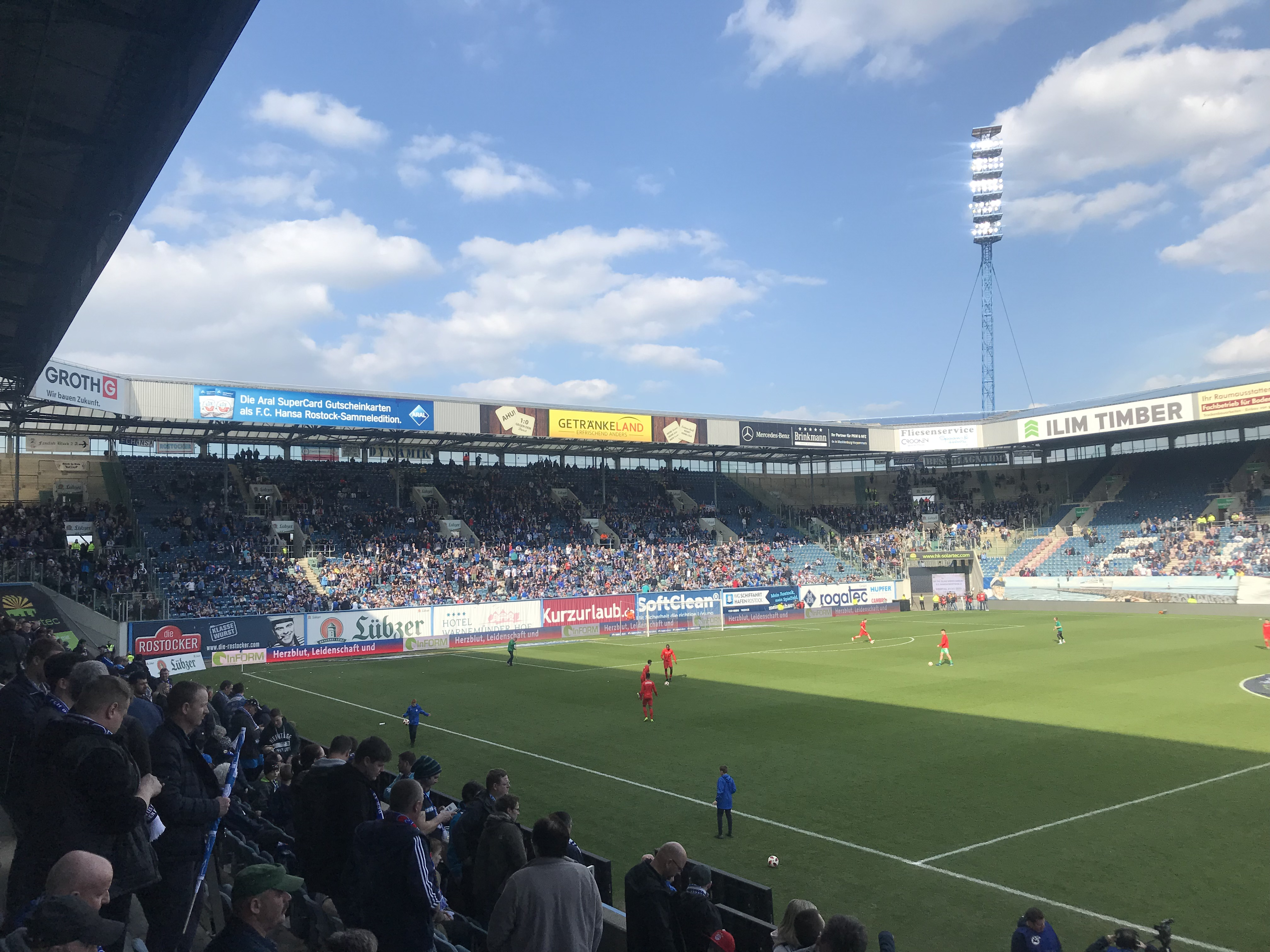
Nordtribüne des Ostseestadions 2019.

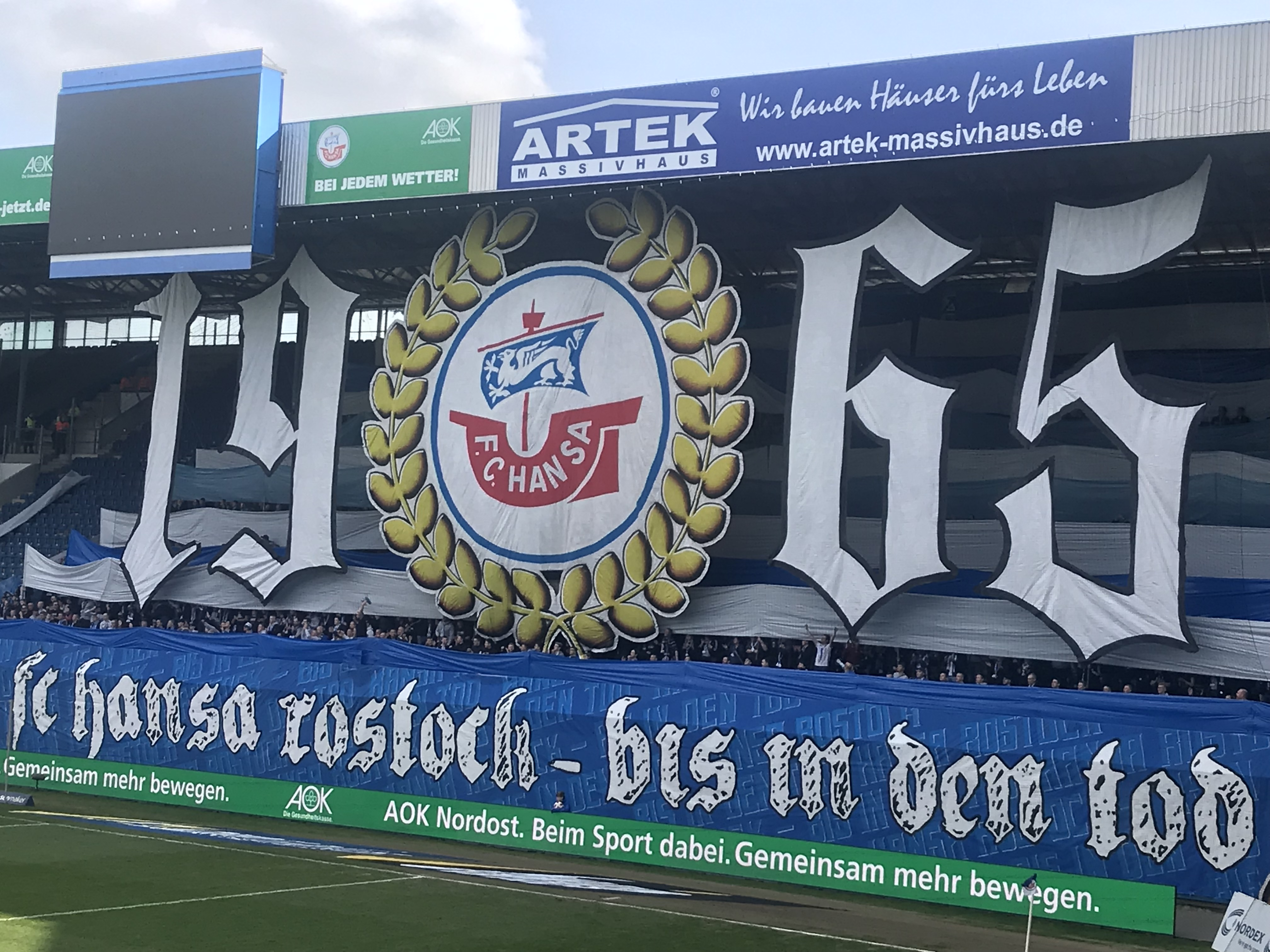
Südtribüne des Ostseestadions 2019.

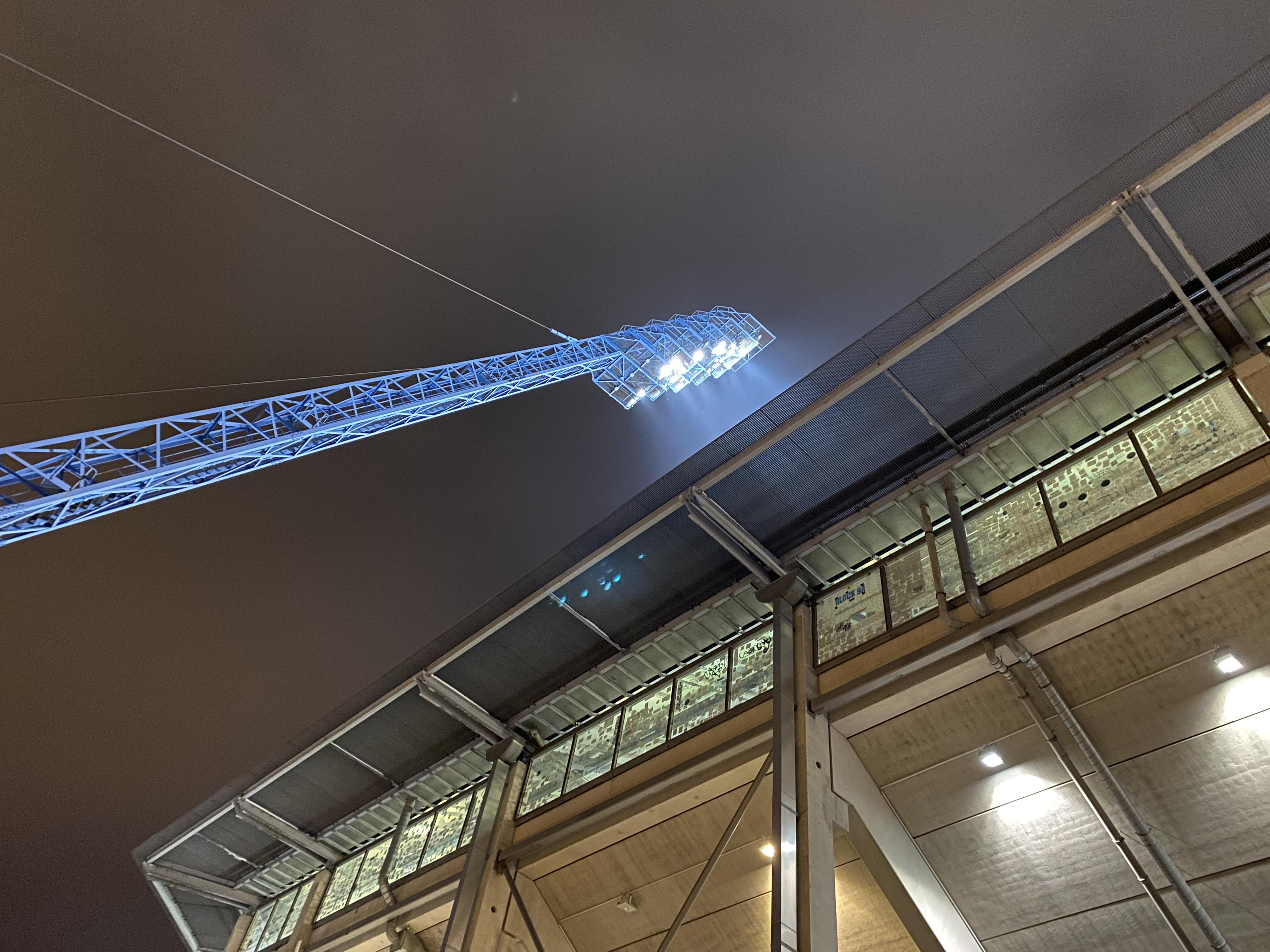
Flutlicht in Betrieb (Dez. 2023)

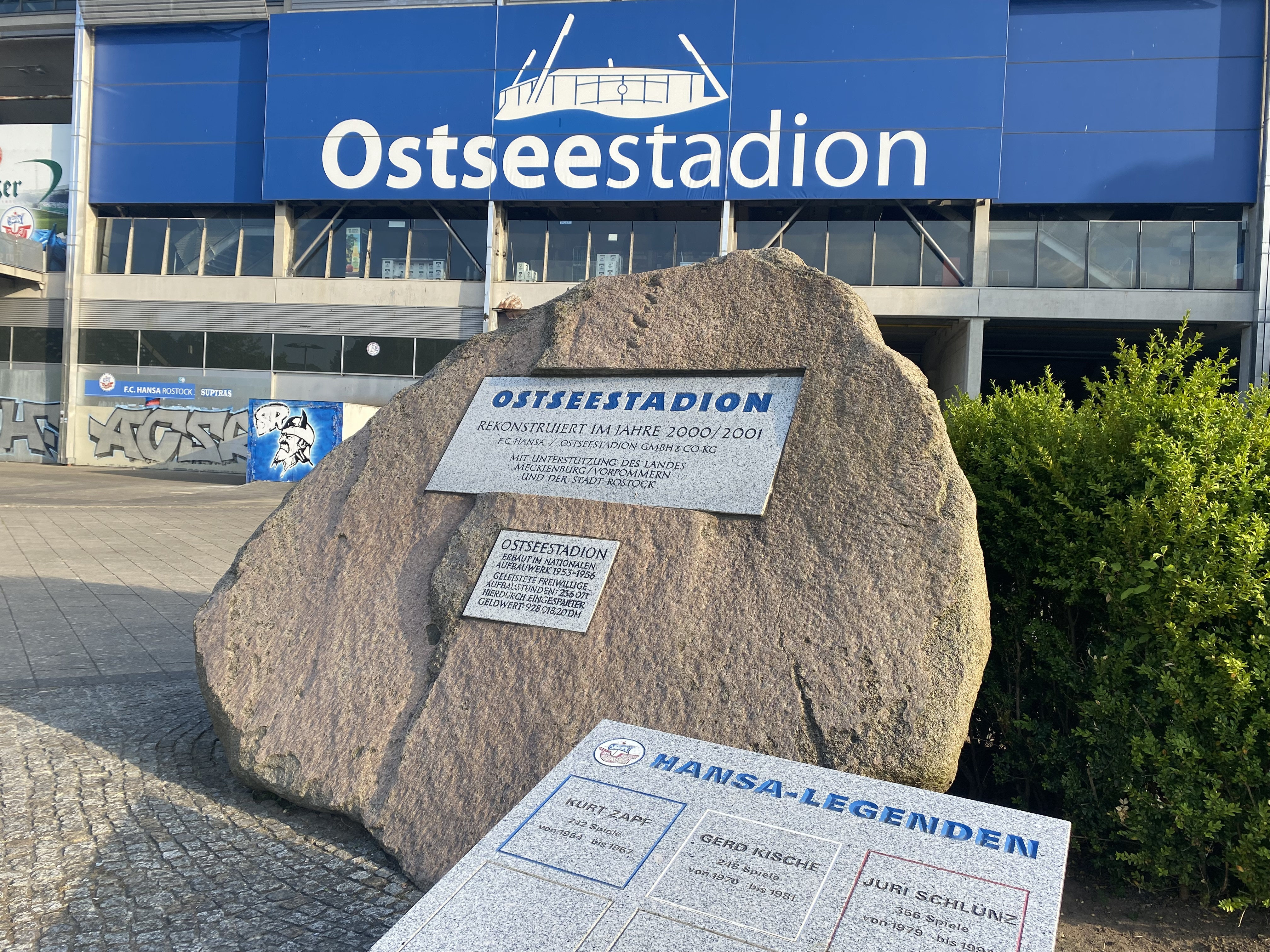
Gedenkstein vor der Nordtribüne der Arena (Juni 2023).

Das Ostseestadion ist ein Fußballstadion in der Hanse- und Universitätsstadt Rostock, das als Veranstaltungsort insbesondere für Heimspiele des F.C. Hansa Rostock genutzt wird. Die Ostseestadion GmbH & Co. KG mit dem F.C. Hansa Rostock als einzigem Kommanditisten ist Betreiber des Ostseestadions und besitzt das Erbbaurecht am entsprechenden Grundstück. Für die Nutzung der Arena sowie auch für die Nutzung der auf demselben Grundstück liegenden Trainingsflächen (drei Rasen-, einen Kunstrasen- und einen Tennisplatz) zahlt der F.C. Hansa eine von der Spielklasse des Vereins abhängige Miete an die Ostseestadion GmbH & Co. KG.
Das Stadion verfügt formal über maximal 29.000 Plätze, die komplett überdacht sind. Darunter sind 20.000 Sitzplätze einschließlich 1.000 Business-Seats und 9.000 Stehplätze. Letztere sollen bei internationalen Spielen in 5.000 Sitzplätze umgewandelt werden können. Ferner bietet die Arena 26 V.I.P.-Logen. Da um den Gästeblock, der sich in unmittelbarer Nähe zu den Hansa-Ultras befindet, eine permanente Pufferzone errichtet werden musste, kann allerdings nicht mehr die volle Kapazität genutzt werden.

## Lage
Das Ostseestadion befindet sich im Rostocker Stadtteil Hansaviertel in der Nähe der Innenstadt. Es ist umgeben von Kliniken der Universität Rostock, Schulen, dem Barnstorfer Wald, der Eishalle Rostock, Übungsplätzen, dem Volksstadion, einem Leichtathletikstadion und der Neptun-Schwimmhalle.
Mit dem öffentlichen Personennahverkehr ist es aus diversen Teilen Rostocks per Bus (Haltestelle Ostseestadion), S-Bahn (S-Bahnhöfe Holbeinplatz und Parkstraße) und Straßenbahn (Haltestelle Holbeinplatz) erreichbar.

## Geschichte
Die Geschichte des Ostseestadions gliedert sich in zwei Abschnitte: Zum einen ist dies der Bau und die anschließende Nutzung eines allgemein nutzbaren Stadions zu Beginn der 1950er Jahre kurz nach Gründung der DDR. Zum anderen die Zeit nach der politischen Wende 1989/90 und die zunehmende Konkurrenzsituation und Kommerzialisierung des Fußballs. Darauf wurde auch in Rostock reagiert und ab dem Jahr 2000 das alte und inzwischen marode gewordene Stadion durch ein zeitgemäßes reines Fußballstadion ersetzt.

### Das alte Ostseestadion
Bis in die 1950er Jahre war das zwischen 1923 und 1928 erbaute Volksstadion in unmittelbarer Nähe zum heutigen Ostseestadion das größte Stadion in der Hansestadt Rostock, das in den 1930er Jahren bis zu 20.000 Menschen Platz geboten haben soll. Das Gelände wurde in der Zeit des Nationalsozialismus mit Sportstätten beplant und nach dem Vorbild des Nürnberger Reichsparteitagsgeländes von Erich zu Putlitz entworfen. Das heutige Ostseestadion sowie der vorgelagerte Platz der Freiheit diente damals als NS-Aufmarschplatz und für politische Kundgebungen. Dieses Aufmarschgelände an der Adolf-Hitler-Straße, wie die Straße in der Nazizeit hieß, war eines der ersten Objekte dieser Art im sogenannten tausendjährigen Reich. Am letzten Tag des Mecklenburgischen Gautages vom 8. bis 11. Juli 1939 erhielt das Gelände an der heutigen Kopernikusstraße vor bis zu 72.000 NS-Partei- und Volksgenossen, welche nicht nur aus der Stadt Rostock kamen, seine Weihe. Die zu diesem Zweck aufgeschütteten Erdhügel wurden später beim Bau des Ovals als Stadionwall umfunktioniert, die Frontbauten aus Großblocksteinen blieben bestehen. Nach 1945 wurde auf dem Gelände zunächst jedoch eine Freilichtbühne für Filmveranstaltungen, Konzerte und Sportkämpfe errichtet.
Nach der Gründung der DDR sollte auch in Rostock eine Fußballmannschaft für die oberen Ligen etabliert werden, weshalb der Bau eines neuen Stadions geplant wurde, das dem erwarteten Zuschauerzuspruch entsprechen und als Teil des Sportforum mit Schwimmhalle und Eisstadion errichtet wurde. Es wurde als allgemeines Sportstadion konzipiert und verfügte daher über eine Leichtathletiklaufbahn mit sechs Bahnen. Wegen der geringen Geldmittel, die zur Umsetzung des Projektes zur Verfügung standen, rief das Nationale Aufbauwerk die Rostocker Bevölkerung zur Unterstützung in Form von freiwilliger Arbeit und zu Spenden auf. Anfang der 1950er Jahre arbeiteten daraufhin tausende Menschen am Bau des Ostseestadions mit. Die durch über 230.000 freiwillig geleisteten Arbeitsstunden ermöglichten Einsparungen in Höhe von 928.018,20 DDR-Mark und sind heute auf einem Gedenkstein verewigt.
Am 27. Juni 1954 war das anfänglich 18.000 Plätze bietende Ostseestadion mit dem Endspiel um die Jugendfußballmeisterschaft der DDR (Einheit Schwerin-Chemie Zeitz 1:3] und einer internationalen Fußballbegegnung des DDR-Nachwuchses gegen den ungarischem Erstligisten Vasas Győr (0:2), sowie einer Juniorenbegegnung zwischen Stahl Helbra und Wismut Neuwürschnitz (4:0) im noch unfertigen Zustand eröffnet worden. Es diente anschließend dem SC Empor Rostock und dem später ausgegründeten F.C. Hansa Rostock als Spielstätte. Am 14. November 1954 fand das Premierenspiel von Empor Rostock gegen Chemie Karl-Marx-Stadt (0:0) statt. Die Spielstätte befand sich zu diesem Zeitpunkt noch im Bau und die Tribüne konnte erst später fertiggestellt werden. Einen fußballerischen Vorgeschmack konnte sich das Rostocker Publikum bereits am 26. September beim ersten offiziellen Länderspiel gegen Polen holen. Später bekam die Tribüne (3.686 Plätze) ein Dach. Die Fertigstellung erfolgte schließlich im Jahr 1968.
Ende der 1960er Jahre begann der Bau einer 750-Lux-Flutlichtanlage, die pünktlich zum 21. Jahrestag der DDR fertiggestellt und installiert wurde. Die Einweihung der vier steil aufragenden, 56 Meter hohen und 34 Tonnen schweren Lichtmasten erfolgte am Freitag, dem 23. Oktober 1970 beim Oberligapunktspiel gegen den 1. FC Magdeburg. Seither markieren sie die Silhouette der Hansestadt Rostock und sind weithin sichtbar. Im Jahr 1991 wurde eine leistungsstärkere Flutlichtanlage, jetzt 1380-Lux, installiert, die damals neben dem Flutlicht des Düsseldorfer Rheinstadions hellste Stadionbeleuchtung in Deutschland.
Der Stadionturm auf der Südseite des Ostseestadions erhielt 1973 eine Anzeigetafel.
Die letzten Umbaumaßnahmen des alten Stadions, das schließlich eine Kapazität von 25.577 Plätzen aufwies, betrafen die Erneuerung der Vortribüne (1991), die Installation einer computergesteuerten Anzeigetafel nach Abriss des alten Anzeigeturms (1992) und der Einbau einer Rasenheizung (1996).

### Das neue Ostseestadion
Ab Februar 2000 wurde das Ostseestadion innerhalb von 16 Monaten Bauzeit schrittweise neu errichtet, wodurch es zu einer reinen Fußballarena wurde. Zunächst wurde die alte Nordkurve inklusive des zirka zehn Meter hohen triumphbogenhaften Steinportals, dem einstigen „Tunnel“ oder der „Pforte“ zur Spielstätte, sowie des „Herz des Stadions“, dem etwa fünf Meter breiten und vier Meter hohen Marathontors, zurückgebaut, um dort die erste Hintertortribüne fertigzustellen. Dieses Tor wurde nicht verschrottet, sondern restauriert. Nach und nach wichen die alten Wälle im Oval bei laufenden Spielbetrieb und im Sommer 2000 wurde schließlich auch die ehemalige Haupttribüne abgerissen. In dieser Phase des Baus fasste das Ostseestadion zum Teil nur 15.000 Plätze.
Die Flutlichtmasten des alten Stadions, längst zum Wahrzeichen avanciert, blieben erhalten. Schon in der Vorbereitung auf den Neubau wurden 1999 neue Scheinwerfer in die Masten installiert. Jede einzelne Einheit enthält hierbei 51 Leuchten. Hinzu kommen weitere 13 Scheinwerfer unterhalb der Tribünen. Die somit insgesamt 256 Lampen erhellen die Arena mit bis zu 1700 Lux, was dem Standard der UEFA Champions League entspricht. Eine geeignete Leuchtkraft lässt sich in drei unterschiedlichen Schaltstufen regeln und bei einem eventuellen Stromausfall werden die Flutlichter durch einen Notdiesel betrieben.
Beim Bau erhielt die neue Arena eine LCD-Anzeigetafel, die von der den Gästeblock umfassenden Südtribüne aus allerdings nicht einsehbar ist. Außerdem wurde eine Rasenheizung installiert. Des Weiteren erhielt das neue Stadion 60 von der Warnemünder Elektronikfirma Meißner in bis zu 22 Meter Höhe errichtete Hochleistungslautsprecher. Generalunternehmer war die niederländische Firma HBM. An der Finanzierung des 55 Millionen D-Mark teuren Projekts beteiligte sich die Hansestadt Rostock mit 9,2 und das Land Mecklenburg-Vorpommern mit 10 Millionen D-Mark.
Das nun 29.000 Plätze fassende Fußballstadion wurde am verregneten 4. August 2001 mit dem Bundesligaspiel Hansas gegen Bayer Leverkusen (0:3) vor 25.100 Zuschauern eingeweiht. Stargast zur Weihe am damaligen Tag war die Pop-Sängerin Melanie Thornton. Aus sportlicher Sicht dauert es eine gewisse Zeit, ehe die Hausherren heimisch wurden. Während der gesamten Hinrunde der Saison 2001/02 bekamen die Zuschauer Rostocks nur zwei Heimsiege geboten. Am 20. Oktober 2001 gelang ein 3:0 gegen den 1. FC Köln und am 15. Dezember 2001 ein 1:0 gegen den Rekordmeister FC Bayern München.

#### Um- und Rückbenennung
Am 2. Juli 2007 erhielt der Finanzdienstleister Deutsche Kreditbank (DKB) den Zuschlag für den Kauf der Namensrechte des Ostseestadions, das seitdem den Namen DKB-Arena trug. Der Vertrag hatte zunächst eine Laufzeit über zehn Jahre und beinhaltet eine Option auf Verlängerung. Die Umbenennung geschah, wie auch bei den Namensveräußerungen einiger anderer Fußballstadien, trotz Protesten von Fans, die in der Aufgabe des Namens Ostseestadion einen Verlust der Vereinstradition sahen. Sogar der Name der Bushaltestelle, direkt vor der Nordtribüne, wurde von Ostseestadion in Stadion umbenannt. Am 13. Mai 2015 wurde bekannt, dass die DKB dem Wunsch der Verantwortlichen Rostocks nachkommen und die Namensrechte zwei Jahre vor Ablauf des Vertrags an Hansa Rostock zurückgeben werde. Mit diesem Entgegenkommen leistete die DKB einen wichtigen Beitrag für die ideelle Zukunft des Vereins. Seit dem 15. Mai 2015 trägt das Stadion wieder offiziell den Namen Ostseestadion, auf den es am Folgetag im Heimspiel gegen Energie Cottbus seine Taufe erhielt. Auf Antrag der Fanszene Rostock e. V. beim zuständigen Ortsamt erhielt auch die Bushaltestelle vor der Arena den Namen Ostseestadion zurück. Für die Zeit nach 2017 besteht ein Vertrag zwischen der Ostseestadion GmbH & Co. KG und Infront Sports & Media zur weiteren Vermarktung des Stadionnamens bis ins Jahr 2026. Aufgrund der mangelhaften Wirtschaftlichkeit einer Namensvermarktung in der 3. Fußball-Liga schloss der damalige Vorstandsvorsitzende Michael Dahlmann eine erneute Umbenennung jedoch aus.

### Weiterer Ausbau
Im Dezember 2010 wurde auf dem Dach des Ostseestadions eine 9.500 Quadratmeter große Solaranlage fertiggestellt. Der Betreiber Paribus northenerugy will mit dieser rund 600.000 kWh Strom jährlich produzieren. Durch die Verpachtung der Dachfläche nimmt Hansa Rostock einen sechsstelligen Betrag ein.
Das originale und restaurierte Marathontor des ursprünglichen Stadions wurde Ende Juli 2014 hinter der Westtribüne neu aufgestellt und auf dem Gelände in die Umzäunung integriert. Damit kehrte ein Stück Tradition ins Ostseestadion zurück. Die Einweihung fand am 16. August 2014 während des Fan- und Familientages statt.
In Zusammenarbeit mit dem niederländischen Unternehmen „SportLED Solution Provider“ wurden 2017 digitale Banden im Stadion installiert. Sie erreichen eine Gesamtlänge von zirka 240 Metern und wurden vor der Nord-, West- und Südtribüne positioniert. Diese digitalen LED-Werbebanden lösten statische Werbebanden im Ostseestadion ab und kamen am 17. Juli 2017 beim Testspiel des F.C. Hansa gegen den VfL Wolfsburg erstmals zum Einsatz.
Die alte 40 Quadratmeter große und seit November 2018 nicht mehr funktionstüchtige Anzeigetafel wurde im März 2019 demontiert und durch eine 42 Quadratmeter große Video-Wall ersetzt. Sie zeigt Bilder und Videos im 16:9-Format, kostete den Betreiber zirka 230.000 Euro und wurde von der Rostocker Elektronikfirma Meißner installiert. Es erfolgte eine Umrüstung von analoger auf digitale Technik. Hierfür wurden etwa 1,2 Kilometer Glasfaserkabel neu verlegt. Die Einweihung erfolgte am 13. April 2019 im Drittligaspiel gegen den FC Carl Zeiss Jena.
Zur verlängerten Winterpause aufgrund der Fußball-Weltmeisterschaft 2022 in Katar ersetzte Hansa Rostock die mittlerweile 26 Jahre alte Rasenheizung. Die neue Heizung soll 50 Prozent weniger Energie verbrauchen und die Vorlaufzeit bei Frost wurde von einer Woche auf 2–3 Tage verkürzt. Die Ersetzung kostete den Verein rund 1,1 Millionen Euro. Eingeweiht wurde die Rasenheizung am 5. Februar 2023 beim Zweitligaspiel gegen den Hamburger SV.
Zum ersten Heimspiel der Rückrunde der Zweitliga-Saison 2023/24 gegen den SV Elversberg öffnete Ende Januar 2024 unterhalb der Nordtribüne auf einer Fläche von etwa 80 Quadratmetern ein Stadion-Fan-Shop. Dieser ist vom Nord-Vorplatz des Ostseestadions erreichbar und erweitert das Angebot innerhalb der Arena.

### Geplante Investitionen
Im Januar 2025 hat der Verein mit der baugleichen Erneuerung der 1970 aufgestellten Flutlichtmasten mit Baukosten von rund drei Millionen Euro begonnen. Notwendig ist die Maßnahme, da die Betriebserlaubnis der bisherigen Anlage nur bis Ende 2025 gilt. Mittelfristig ist auch eine Erneuerung der Tribünensitze geplant. Auch bekundete der damalige Vorstandsvorsitzende des F.C. Hansa, Robert Marien in einem YouTube-Livestream, man wolle die Soundanlagen des Stadions austauschen.

## Stadionzeitung
Als Stadionzeitung erschien seit 2011/12, nach mehrfachen Umbenennungen und Herausgeberwechseln, die von der Ostseestadion GmbH & Co. KG herausgegebene Kogge. Sie enthielt aktuelle Informationen und war im Format A5 erhältlich. Zudem konnten Mitglieder des Vereins die Kogge auch online abrufen. Aus Kostengründen wurde das Stadionheft mit dem Saisonende 2023/24 eingestellt.
Anlässlich des 60. Stadionjubiläums erschien 2014 eine Jubiläumszeitung Vom Ostseestadion zur DKB-Arena. Autor dieses Sonderhefts war der ehemalige Pressesprecher und Medienbeauftragte des F.C. Hansa Robert Rosentreter.
Für die Zweite Mannschaft erschien mit dem A-Team seit 1997 eine eigene Stadionzeitung.

## Nutzung und Veranstaltungen
Das Ostseestadion in Rostock ist ein multifunktionaler Veranstaltungsort und eignet sich nicht nur zur Durchführung von Fußballspielen oder Konzerten, sondern auch für Messen, Präsentationen und Ausstellungen.

### Fußball (Männer)
Das alte Ostseestadion war von 1954 bis 2001 Heimspielstätte des F.C. Hansa Rostock (bis 1965 im Vorgängerverein SC Empor Rostock), so dass bis 1991 insbesondere Spiele der obersten zwei Spielklassen im DDR-Fußball (Oberliga und Liga) sowie seit 1991 vor allem Spiele der ersten und zweiten Bundesliga im Ostseestadion stattfanden.
Die BSG Schiffahrt/Hafen Rostock trug 1981 die Heimspiele in der DDR-Oberliga Aufstiegsrunde gegen den 1. FC Union Berlin (3:0) und gegen die BSG Chemie Buna Schkopau (1:2) im Ostseestadion aus. Zum Spiel am 1. Mai 1981 gegen die Berliner strömten 16.000 Zuschauer ins Stadion, am 24. Mai 1981 gegen die Merseburger 7.000.
Durch den Gewinn des Landespokals qualifizierte sich 1997 der SV Warnemünde für den DFB-Pokal 1997/98. In der 1. Hauptrunde dieses Wettbewerbs wurde den Warnemündern der amtierende Champions-League-Sieger Borussia Dortmund zugelost. Aus Logistik- und Kapazitätsgründen zog es der Verein vor, das Spiel, das am 14. August 1997 stattfand, im Ostseestadion auszutragen. Der unterklassige Verein verlor gegen den Bundesligisten vor 6.500 Zuschauern mit 0:8.
Im neuen Ostseestadion finden seit 2001 vor allem die Punktspiele des F.C. Hansa Rostock in der 1., 2. bzw. 3. Liga statt. In den Spielzeiten 2008/09, 2009/10 sowie 2023/24 absolvierte zudem die zweite Mannschaft des F.C. Hansa ihre Regionalligaspiele im Ostseestadion.
Zum Finale um die deutsche Fußballmeisterschaft der A-Junioren zwischen dem F.C. Hansa Rostock und dem VfL Wolfsburg strömten am 23. Juni 2013 offiziell 18.500 Zuschauer ins Ostseestadion.
Aus sicherheitstechnischen Gründen fanden am 7. Dezember 2014 das A-Junioren-Heimspiel des F.C. Hansa gegen den FC St. Pauli und am 5. März 2017 das B-Junioren-Heimspiel gegen RB Leipzig im Ostseestadion statt.

#### Länderspiele
Das Ostseestadion diente als Austragungsort für acht Fußball-Länderspiele der Deutschen Demokratischen Republik1. Danach diente es der gesamtdeutschen Nationalelf2 am 27. März 2002 und am 7. Oktober 2006 als Austragungsort.
Im August 2011 erklärte der DFB-Präsident Theo Zwanziger, er könne sich ein Länderspiel in Rostock im Jahre 2013 „sehr gut vorstellen“. Dies wäre allerdings ein Benefizspiel zugunsten der Egidius-Braun-Stiftung gewesen, da das Ostseestadion nicht über die vom DFB für offizielle Länderspiele geforderte Kapazität von mindestens 40.000 Plätzen verfügt.
| Datum         | Zuschauer | Spiel                            | Ergebnis |
| ------------- | --------- | -------------------------------- | -------- |
| 26. Sep. 1954 | 19.000    | DDR – Polen                      | 0:1      |
| 29. Juni 1958 | 20.000    | DDR – Polen                      | 1:1      |
| 30. Okt. 1960 | 30.000    | DDR – Finnland                   | 5:1      |
| 9. Juli 1967  | 08.000    | DDR – Ägypten                    | 7:0      |
| 6. Sep. 1970  | 15.000    | DDR – Polen                      | 5:0      |
| 31. Mai 1972  | 15.000    | DDR – Uruguay                    | 0:0      |
| 23. Mai 1974  | 15.000    | DDR – Norwegen                   | 1:0      |
| 7. Mai 1980   | 20.000    | DDR – Sowjetunion                | 2:2      |
| 27. März 2002 | 28.835    | Deutschland – Vereinigte Staaten | 4:2      |
| 7. Okt. 2006  | 28.000    | Deutschland – Georgien           | 2:0      |

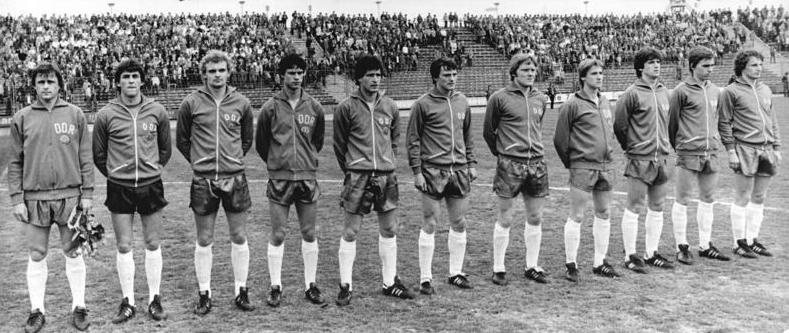
Mannschaftsfoto der DDR-U-21-Auswahl vor dem EM-Final-Hinspiel am 7. Mai 1980 im Ostseestadion zu Rostock.

1: Liste der Länderspiele der Fußballnationalmannschaft der DDR

2: Liste der Länderspiele der deutschen Fußballnationalmannschaft
Lediglich ein einziges Länderspiel im Ostseestadion wurde bislang verloren.

##### Spiele der U-21-Nationalmannschaft
Das Finalhinspiel am 7. Mai 1980 während der U-21-Europameisterschaft zwischen der DDR und der UdSSR endete 0:0-Unentschieden und fand vor 15.000 Zuschauern im Ostseestadion Rostock statt.
Die deutsche U-21-Fußballnationalmannschaft trug am 7. September 2012 ein EM-Qualifikationsspiel gegen Belarus (3:0) in Rostock aus.

##### Bundeswehr-Nationalmannschaft
Anlässlich der Feierlichkeiten zum 170. Geburtstags der Marine und des 800. Geburtstags der Hansestadt Rostock trug die Bundeswehr-Nationalmannschaft am 9. Juni 2018 ein Freundschaftsspiel gegen eine britische Militärauswahl im Ostseestadion aus. An diesem Tag der Bundeswehr 2018 fanden 5000 Zuschauer den Weg in die Arena und sahen einen 2:0-Sieg der britischen Auswahl.

#### Endspiele des Mecklenburg-Vorpommern-Pokals
Der Landesfußballverband Mecklenburg-Vorpommern (LFV) führte am 22. August 2020 erstmals das Endspiel um den Mecklenburg-Vorpommern-Pokal (Lübzer-Pils-Cup 2019/20) im Rostocker Ostseestadion durch. Trotz der zu dieser Zeit grassierenden Corona-Pandemie wurden nach rund einem halben Jahr Unterbrechung wieder Zuschauer im Ostseestadion zugelassen. Im Rahmen der damals gültigen Verordnungslage der Landesregierung entwickelten Behördenvertreter, die Ostseestadion Verwaltungsgesellschaft GmbH, der F.C. Hansa Rostock und der zuständige Sicherheitsdienst ein Veranstaltungskonzept, das die Öffnung des Stadions auf der Westtribüne ermöglichte. Zum Endspiel des Torgelower FC Greif gegen Hansa Rostock wurden demnach 780 Zuschauer zugelassen. Hansa Rostock gewann das Spiel mit 3:0.

#### Benefizspiele
Bereits im Mai 2012 erklärte sich der deutsche Rekordmeister FC Bayern München dazu bereit, ein Benefizspiel beim existenzbedrohten Ex-Bundesligisten Hansa Rostock auszutragen. Der Drittligist Hansa empfing daraufhin am 14. Juli 2013 den amtierenden Deutschen Meister vor 28.000 Zuschauern im ausverkauften Ostseestadion. Die 0:4-Niederlage gegen die Bayern war angesichts des Aufgebots von Weltklassespielern seitens der Münchner, die unter anderem mit dem Ex-Hansa-Spieler Toni Kroos anreisten, Nebensache. Die Einnahmen dieses Spiels dienten der Konsolidierung des F.C. Hansa Rostock.
Fußball-Bundesligist FC Schalke 04 trug auf Initiative seines Hauptsponsor Gazprom im Juli 2014 ein Benefizspiel beim damals drittklassigen F.C. Hansa aus. Die Erlöse gingen ausschließlich an soziale Projekte in Mecklenburg-Vorpommern, vor allem an das von Hansa und der Hansestadt Rostock 2011 ins Leben gerufene Projekt Hansa Rostock und ich. 12.500 Zuschauer begeisterten sich am Spiel gegen den Champions-League-Teilnehmer aus dem Ruhrpott, der das Spiel mit 3:0 gewann.
Der ehemalige Fußballprofi Stefan Beinlich sowie der Rapper und Ex-Hansa-Spieler Marteria organisierten das Spiel für die Lizenz im März 2015 zugunsten des wirtschaftlich angeschlagenen F.C. Hansa. Das Spiel um Team Marteria und Team Paule endete 6:6. Eine Kulisse von 27.000 Zuschauern sah in beiden Teams verdiente und namhafte Ex-Sportler wie etwa Ulf Kirsten, Oliver Neuville oder Stefan Kretzschmar.

#### Jubiläums- und Abschiedsspiele
Der Ex-Bundesligaspieler des F.C. Hansa Rostock und zudem fünffache Nationalspieler für die DFB-Elf – Stefan Beinlich – verabschiedete sich am 14. November 2009 mit einem Abschiedsspiel vor einer Kulisse von 18.900 Zuschauern im Ostseestadion von seinen Fans. Etliche ehemalige Weggefährten Beinlichs, wie etwa Oliver Neuville, Martin Pieckenhagen oder Perry Bräutigam, nahmen an dem Spiel teil.
Genau 20 Jahre nach dem größten Erfolg in der Hansa-Vereinsgeschichte – dem Gewinn der Meisterschaft und dem damit verbundenen Aufstieg in die Fußball-Bundesliga sowie dem Gewinn des Pokals – traf sich die damalige Rostocker Mannschaft am 4. Mai 2011 unter dem Motto Die Rückkehr der Helden zu einem Jubiläumsspiel. Die einstige Meisterelf trat unter Trainer Uwe Reinders und Co-Trainer Jürgen Decker gegen eine Auswahl Rostocker Ex-Bundesligaspieler an. Vor 11.000 Zuschauern siegten die Mannen um Legenden-Trainer Ewald Lienen, wie zum Beispiel Magnus Arvidsson und Victor Agali, gegen das Meisterteam aus dem Jahr 1991 um Spieler wie etwa Volker Röhrich mit 7:2 (4:1).
Hansas Bundesliga-Aufstiegshelden aus dem Jahr 2007 um Mathias Schober, Đorđije Ćetković, Amir Shapourzadeh, Enrico Kern und weiteren traten am 3. September 2017 unter dem Motto Die Rückkehr der Helden II gegen eine Hansa-Allstar-Auswahl mit Persönlichkeiten wie Peter Wibrån, Sebastian Pelzer und Martin Pieckenhagen an. 2.500 Zuschauer feierten mit ihren früheren Helden ein 11:9 Torfestival im Ostseestadion und das zehnjährige Bundesliga-Aufstiegsjubiläum ihres Vereins.
Am 26. Mai 2019 trat der F.C. Hansa Rostock anlässlich des 20-jährigen Jubiläums eines der dramatischsten, emotionalsten und wichtigsten Spiels der Vereinsgeschichte gegen den VfL Bochum an. Gedacht wurde dem Wunder von Bochum aus der Bundesligasaison 1998/99. Denkbar knapp, aber am Ende erfolgreich, sicherte sich die Kogge damals am letzten Spieltag in Bochum den Klassenerhalt. Unter der Leitung von Schiedsrichter Markus Merk erspielten die Rostocker um Oliver Neuville, Mohamed Emara, Uwe Ehlers, Sławomir Majak und Thomas Gansauge bei diesem Jubiläumsspiel erneut einen Sieg gegen die Bochumer um Peter Peschel, Maurizio Gaudino und Dariusz Wosz. Vor knapp 6.000 Zuschauern endete das Spiel 7:6.
Zum Jubiläum 70 Jahre Ostseestadion trat am 27. Juli 2024 der italienische Erstligist Lazio Rom vor 21.200 Zuschauern gegen Hansa Rostock an und war mit 3:0 siegreich. Ein Jahr später, anlässlich des 60-jährigen Jubiläums des F.C. Hansa, sahen am 19. Juli 2025 20.000 Zuschauer einen 3:1-Sieg gegen Aston Villa.

#### Geisterspiele
Die Historie des Ostseestadions weist zwei Geisterspiele auf, die durch Fehlverhalten von Fans des F.C. Hansa verursacht wurden. Die Zweitligapartie gegen Dynamo Dresden (2:2) im Dezember 2011 war das erste Spiel vor leeren Rängen. Im Januar 2017 wurde auch die Drittligapartie gegen Jahn Regensburg (0:0) unter Ausschluss der Öffentlichkeit ausgetragen. Dem Verein entgingen hierbei Einnahmen von mindestens 250.000 Euro pro Spiel.
Wegen der COVID-19-Pandemie in Deutschland ab dem Jahr 2020 erhöhte sich die Anzahl von Geisterspiele im Ostseestadion erheblich. Der DFB beschloss am 22. Mai 2020 die Fortsetzung der Drittliga-Saison 2019/20 nur mit Geisterspielen auf Grundlage eines erstellten Hygienekonzepts auszutragen. Dies bedeutete für den F.C. Hansa Rostock, dass die letzten fünf Heimspiele dieser Spielzeit gegen Waldhof Mannheim, dem 1. FC Magdeburg, Carl Zeiss Jena, dem 1. FC Kaiserslautern und dem KFC Uerdingen vor einer Geisterkulisse stattzufinden hatten.
Per Beschluss des Bundes und der Länder vom 28. Oktober 2020 wurden aufgrund der exponentiellen Dynamik steigender Infektionszahlen des Virus SARS-CoV-2 in Deutschland Profisportveranstaltungen für November 2020 mit Zuschauer untersagt. Für Hansa Rostock bedeutete dies in der Saison 2020/21 erneut Spiele ohne Unterstützung von Fußballfans austragen zu müssen. Es betraf im November 2020 die Spiele gegen Dynamo Dresden und Bayern München II. Im Dezember 2020 wurden auch die Spiele gegen Türkgücü München und dem SV Meppen unter Ausschluss der Öffentlichkeit ausgetragen. Ab Beginn des Jahres 2021 wurde die bundesweite Massenquarantäne mehrfach verlängert, sodass auch die Partien gegen Unterhaching, Saarbrücken, Verl, Waldhof Mannheim und Kaiserslautern betroffen waren. Nachdem zwischenzeitlich zum Spiel gegen den Halleschen FC 700 Zuschauer erlaubt wurden, fand das Heimspiel gegen den 1. FC Magdeburg wieder ohne Stadionpublikum statt. Weiter wurden auch die Heimpartien gegen Wehen Wiesbaden, dem FC Ingolstadt 04 und dem FSV Zwickau ohne Zuschauer ausgetragen. Die Hansestadt Rostock, die Landesregierung und Sicherheitsbehörden stimmten einem Konzept Hansas zur Durchführung des letzten Heimspiels am 38. Spieltag gegen den VfB Lübeck trotz des anhaltenden Pandemiegeschehens zu. 7500 Zuschauer sahen mit dem letzten Spiel der Saison auch den Aufstieg in die 2. Fußball-Bundesliga.
Die letzten pandemiebedingten Geisterspiele fanden im Januar 2022 zwischen dem F.C. Hansa und Hannover 96 sowie dem 1. FC Heidenheim statt.

### Fußball (Frauen)

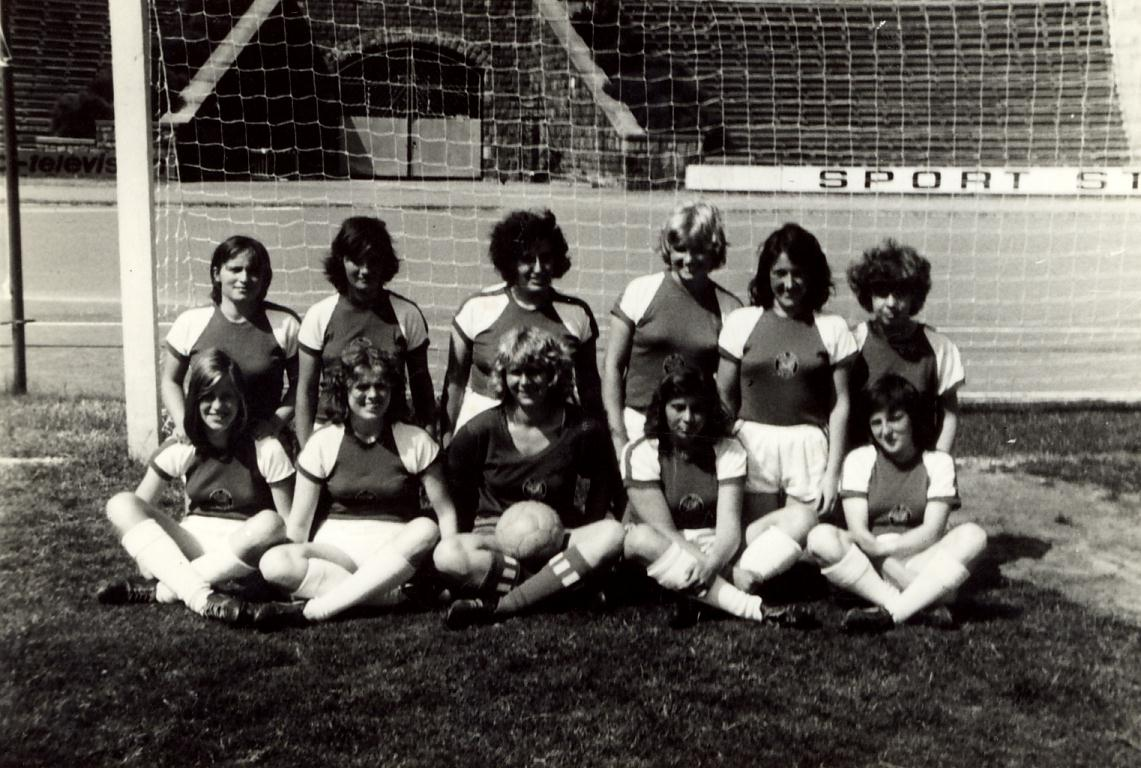
Die BSG Post Rostock im Juni 1975 im Rostocker Ostseestadion. Im Hintergrund das Marathontor.

Die BSG Post Rostock gewann am 30. Juni 1990 die erste und einzige offizielle DDR-Meisterschaft. Daheim im Rostocker Ostseestadion gewannen sie im Rückspiel 4:2 gegen die BSG Wismut Chemnitz. Bereits zwei Wochen zuvor gewannen die Damen um Katrin Prühs im Hinspiel in Chemnitz mit 6:1. Die seit der Saison 2023/24 wieder aufgestellte Frauen-Mannschaft spielte ihr letztes Ligaspiel in der Premierensaison gegen den Rostocker FC (1:0) ebenso im Ostseestadion, bei dem 1.800 Zuschauer zur Feier der Verbandsliga-Meisterschaft und des Sieges im Landespokal kamen.

#### Länderspiele
Im Dezember 2023 wurde das Ostseestadion erstmals Austragungsort für ein Länderspiel der Frauen. Das Spiel gegen die dänische Nationalmannschaft war dabei Teil der ersten Austragung der UEFA Women’s Nations League. Mit 19.180 Zuschauern galt diese Partie als ausverkauft.
| Datum        | Zuschauer | Spiel                  | Ergebnis |
| ------------ | --------- | ---------------------- | -------- |
| 1. Dez. 2023 | 19.180    | Deutschland – Dänemark | 3:0      |
| 31. Mai 2024 | 18.765    | Deutschland – Polen    | 4:1      |

### Weitere Sportveranstaltungen
Das Spielfeld wurde in den Anfangsjahren auch für Feldhandballspiele des SC Empor Rostock genutzt. Auch Leichtathletik wurde im Ostseestadion betrieben, so etwa während der nationalen DDR-Leichtathletik-Meisterschaften 1988. Mehrere Male, letztmals 1980, diente das Stadion zudem als Ankunftsort der Friedensfahrt der Radsportamateure.
Zwischen 2018 und 2025 fanden Heimspiele der Rostock Griffins im Ostseestadion statt.

### Konzerte, Film- und Musikveranstaltungen (Auswahl)

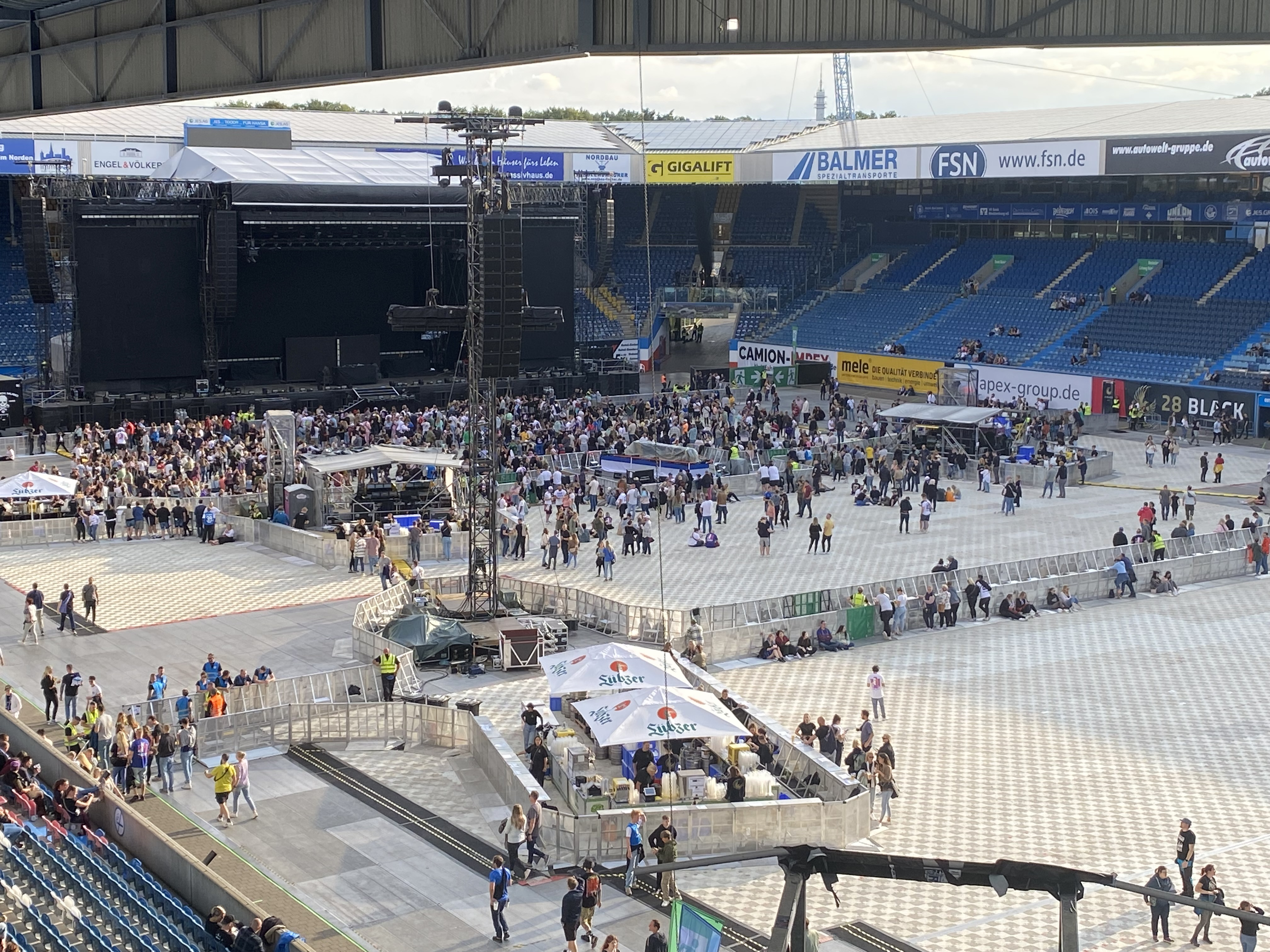
Konzertbühne im Ostseestadion (1. September 2023).

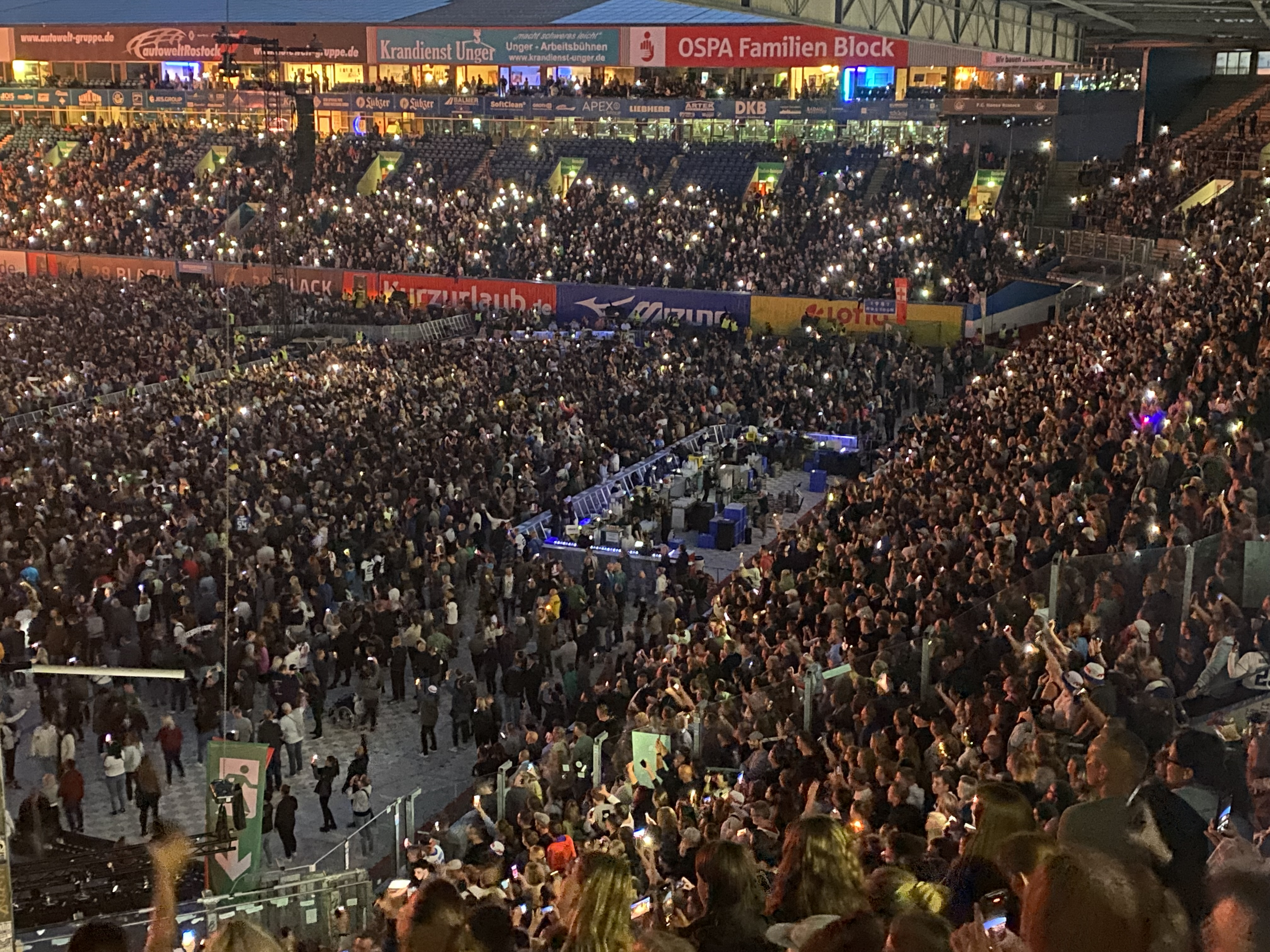
Publikum während eines Konzerts im Ostseestadion (1. September 2023).

In der folgenden Liste sind Konzerte und Musikveranstaltungen, die im Ostseestadion stattfanden, aufgelistet.
- 1989: Peter Maffay[90]
- 1991: Herbert Grönemeyer[90]
- 1995: Rod Stewart[90]
- 1996: Tina Turner[91]
- 1996: The Kelly Family[90]
- 1998: André Rieu[90]
- 1999: Wolfgang Petry
- 2003: Modern Talking[92]
- 2006: 10 Jahre Antenne MV[90]
- 2015: Helene Fischer[93]
- 2017: Schalala – Deutschlands größte Schlagerparty an der Ostseeküste[94]
- 2018: Schalala – Deutschlands größte Schlagerparty an der Ostseeküste[95]
- 2018: Marius Müller-Westernhagen[96]
- 2018: Marteria[97]
- 2019: Rammstein[98]
- 2023: Marteria[99]
- 2024: Peter Maffay[100]
- 2024: Roland Kaiser[101]

#### Das Ende von Modern Talking
Dieter Bohlen und Thomas Anders verkündeten am 7. Juni 2003 während eines Konzerts das Ende von Modern Talking. 24.000 Zuschauer besuchten das Konzert im Ostseestadion.

#### Weihnachtssingen
Zehntausend Menschen kamen am 22. Dezember 2019 zum ersten gemeinschaftlichen Weihnachtssingen ins Stadion. Das Volkstheater Rostock und die Ostseestadion GmbH waren die Organisatoren der Veranstaltung. Die Stadiongäste unterstützten mit dem Erwerb einer Eintrittskarte für diese weihnachtliche Mitsingveranstaltung ein karitatives Projekt. Aufgrund der Corona-Pandemie mussten Weihnachtssingen im Ostseestadion in den Folgejahren ausfallen. Am 22. Dezember 2022 fand schließlich das zweite Weihnachtssingen im Ostseestadion statt, bei dem 12.000 Zuschauer anwesend waren.

#### Filmnächte

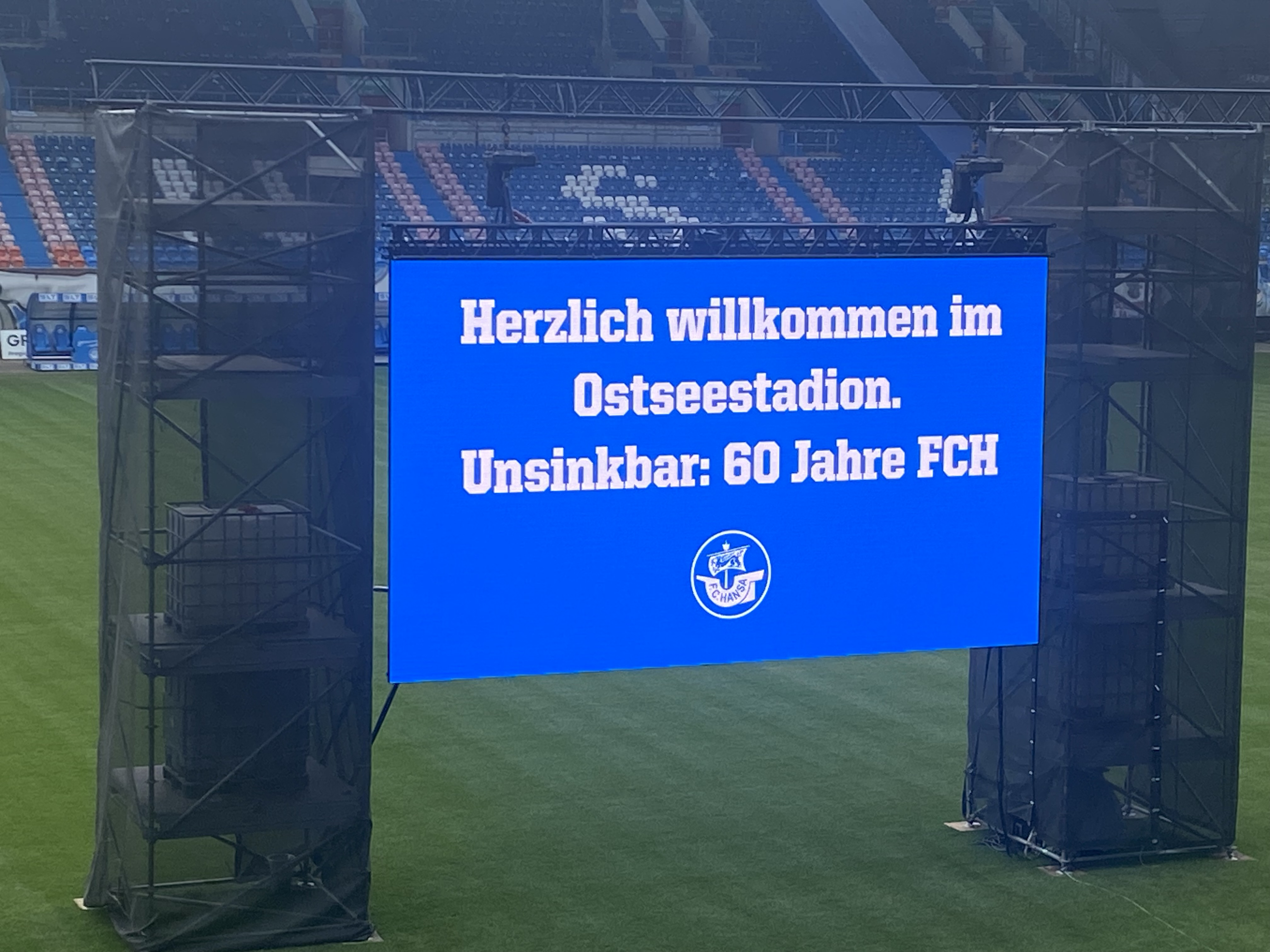
Hansa-Filmnacht im Ostseestadion am 11. Juli 2025

Anlässlich des 60-jährigen Jubiläums des F.C. Hansa Rostock fanden an drei Tagen im Juli 2025 im Ostseestadion die Hansa-Filmnächte statt. Aufgeführt wurde jeweils die Dokumentation Unsinkbar: 60 Jahre FCH.

### Messen, Ausstellungen, Feierlichkeiten
Die Räumlichkeiten auf der Westtribüne des Ostseestadions ermöglichen diverse Veranstaltungsformate. Die 1.560 Quadratmeter große, geschlossene und mit einer Glasfassade versehene Promenade eignet sich für die Durchführung von Messen und Ausstellungen. Aufgrund eines vorhandenen Lastenaufzugs können auf der Promenade auch Fahrzeugpräsentationen durchgeführt oder anderweitig große Exponate ausgestellt werden. Die Logen im Ostseestadion eignen sich zur Durchführung von Konferenzen, Präsentationen, Kongressen und für betriebliche- oder private Feiern. Der vorhandene Business-Club dient zudem für optimale Bedingungen für erfolgreiche Geschäftsabschlüsse der Inhaber von Logen und der Business-Seats.

## Sonstiges
In einer Onlineumfrage wurde das Ostseestadion zum beliebtesten Stadion der 3. Liga 2019 gewählt. Im gesamtdeutschen Ranking belegte die Arena Platz 7.